# 國立南科國際實驗高級中學
23°06′25″N 120°17′27″E / 23.106966°N 120.290744°E
國立南科國際實驗高級中學（簡稱南科實中，英文簡稱「NNKIEH」），是一所位於臺灣臺南市南部科學工業園區內的完全中學，亦為國內少數未在校園四周設置圍牆的中學。為科學園區實驗高級中學之一，其他同為國家科學及技術委員會設立的高中，尚有竹科實中、中科實中、嘉科實中及屏科實中。

國立南科實中高中部運動場

國立南科實小國小部運動場

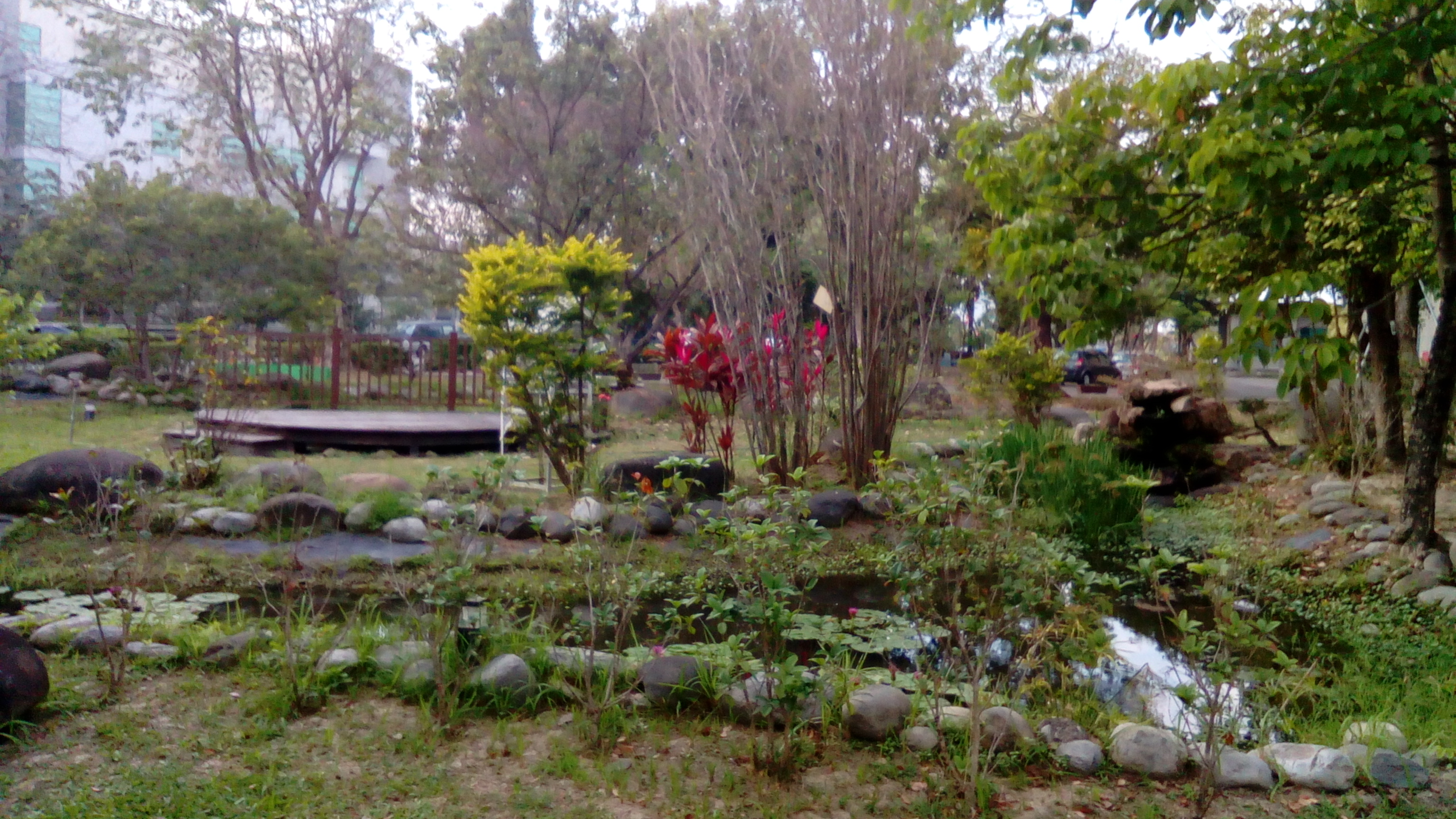
國立南科實小國小部庭園造景

## 沿革
南科實中前身為原「臺南縣新市鄉南科國民小學」及「臺南縣立南科國民中學」。原有之縣立南科中小學初期由地方政府設置，南科國中自1997年籌設，由黃光明擔任籌備處主任，歷經郭達永與方崑合擔任校長；南科國小自1998年籌設，由呂昌道擔任籌備主任及校長。
南科園區為留住外籍員工，延攬更多海外人才進駐；礙於法規與經費限制，無法滿足園區員工需求，因此為了建構優質投資環境，南科管理局乃積極籌設成立實驗完全中學，目的在於提供科學園區員工子女優質的教育環境。2006年，兩校合併改制為國立南科國際實驗高級中學，同時將兩校原有的雙語班合併為1-12年級之雙語部，當時暫無高中學生，直至97學年度開始招收第一屆高中新生。
由戴旭璋擔任創校首任校長。目前學校包括高中部12班、國中部24班、國小部45班、雙語部12班，合計全校學生2359人，教職員工205人，為國內鮮有的四部一體的體制。

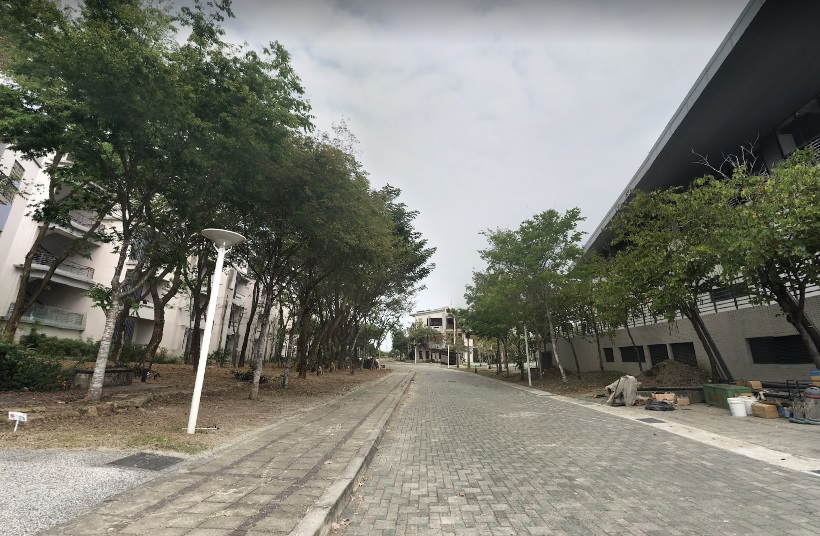
國立南科國際實驗高級中學

## 歷任校長
(一)縣立中小學
- 黃光明（國中部籌備處主任，調任臺南女中校長後退休）
- 郭達永（國中部第一任校長，退休）
- 呂昌道（國小部籌備處主任及第一任校長，退休）
- 方崑合（國中部第二任校長，調任臺南市立新東國民中學校長）

(二)改制國立
- 戴旭璋（2006-2010）
- 林坤燦（2010-2017）
- 秦文智（2017-2021）
- 蔡明輝（現任）

## 班級概況
全校共95班，計有學生約2,560人。
- 高中部：共12班 約360人
- 國中部：共24班 約700人
- 國小部：共47班 約1350人
- 雙語部：共12班 約150人

## 制服
國中小除體育服統一外均無制服。高中部則有制服，不論男女皆是白色襯衫，冬季的時候男女皆有西裝式黑底滾灰邊外套，上繡校徽；女生裙子為深綠色格裙，男生為灰色長褲，男生暗紅色領帶女生深綠色領結；比較特別的是除重大集會外，否則並不硬性規定穿制服在學校內活動，日常在校主要是穿便服。

## 學生團隊概況

### 社團

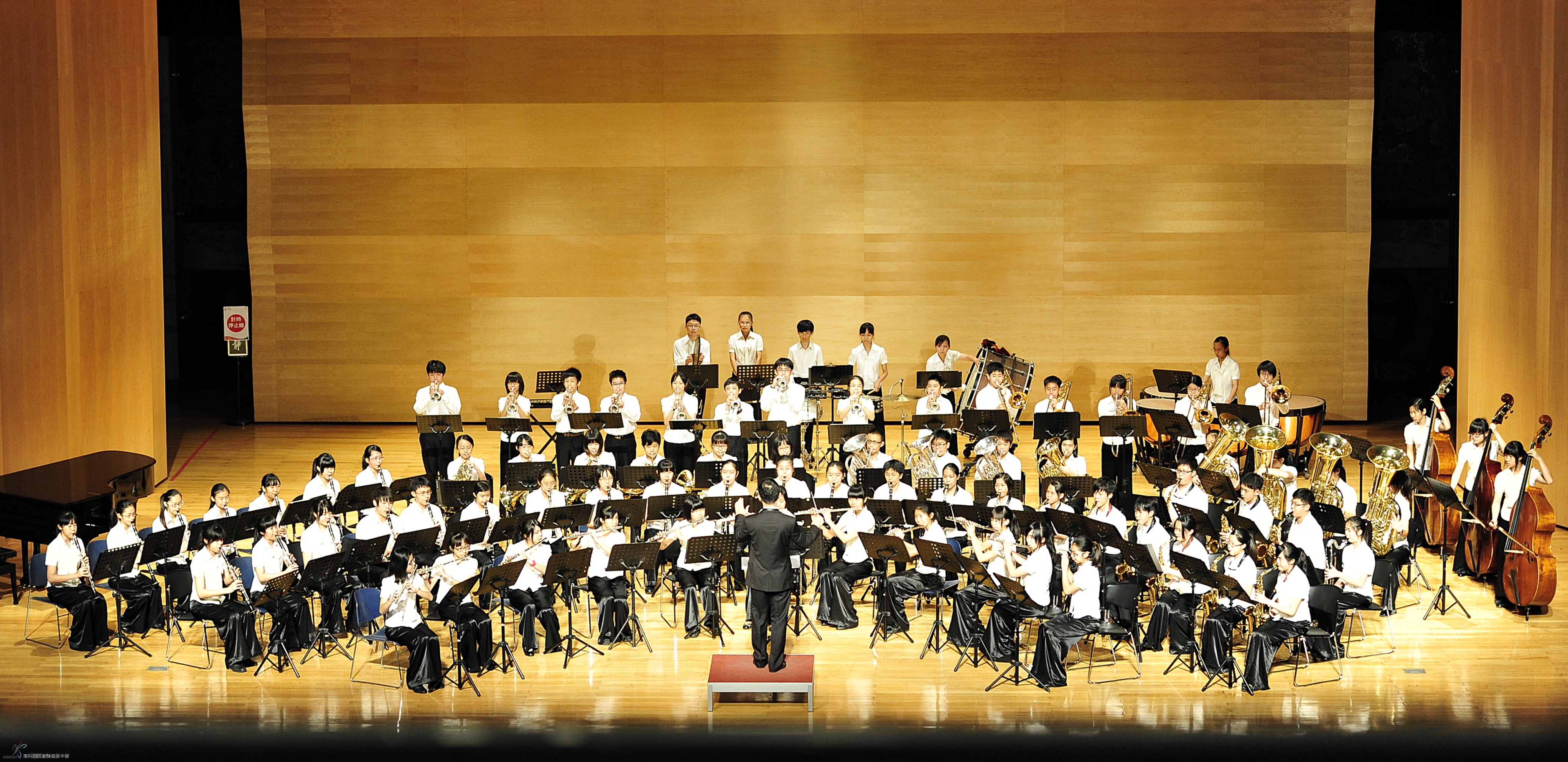
管樂團

中學部現有共32個社團，社團活動時間為星期一下午的第二、三節課， 一學期約有8-10次的上課時間。
社團分類共分為五大類：
- 學藝性社團：科學研究、辯論、動漫文化研究、模擬聯合國（雙語）
- 康樂性社團：熱舞、調飲、魔術
- 體育性社團：網球、排球、羽球、桌球、籃球
- 音樂性社團：管樂A、管樂B、音樂演奏、吉他、合唱、熱音
- 服務性社團：童軍

## 外部連結
- 國立南科國際實驗高級中學（页面存档备份，存于）
- 南部科學工業園區